# Fas receptor

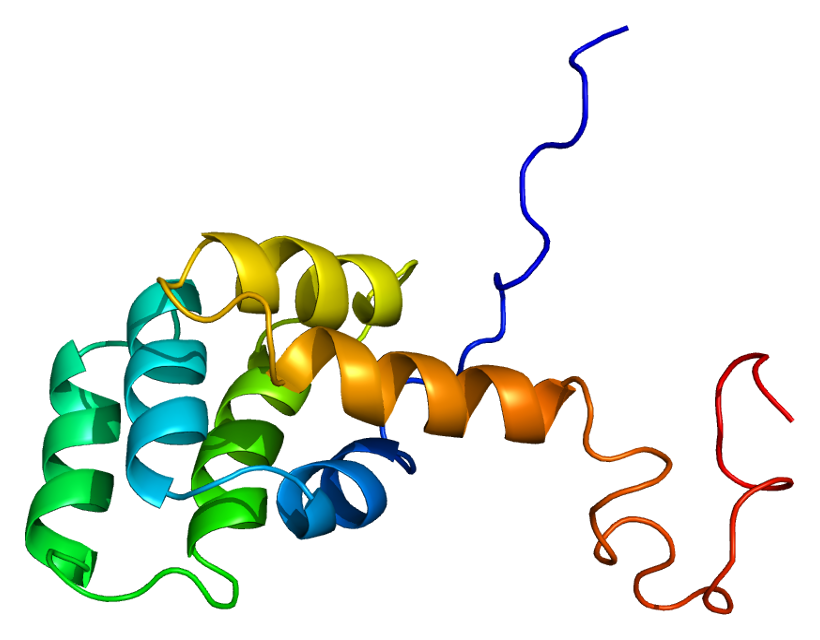
Fas receptor

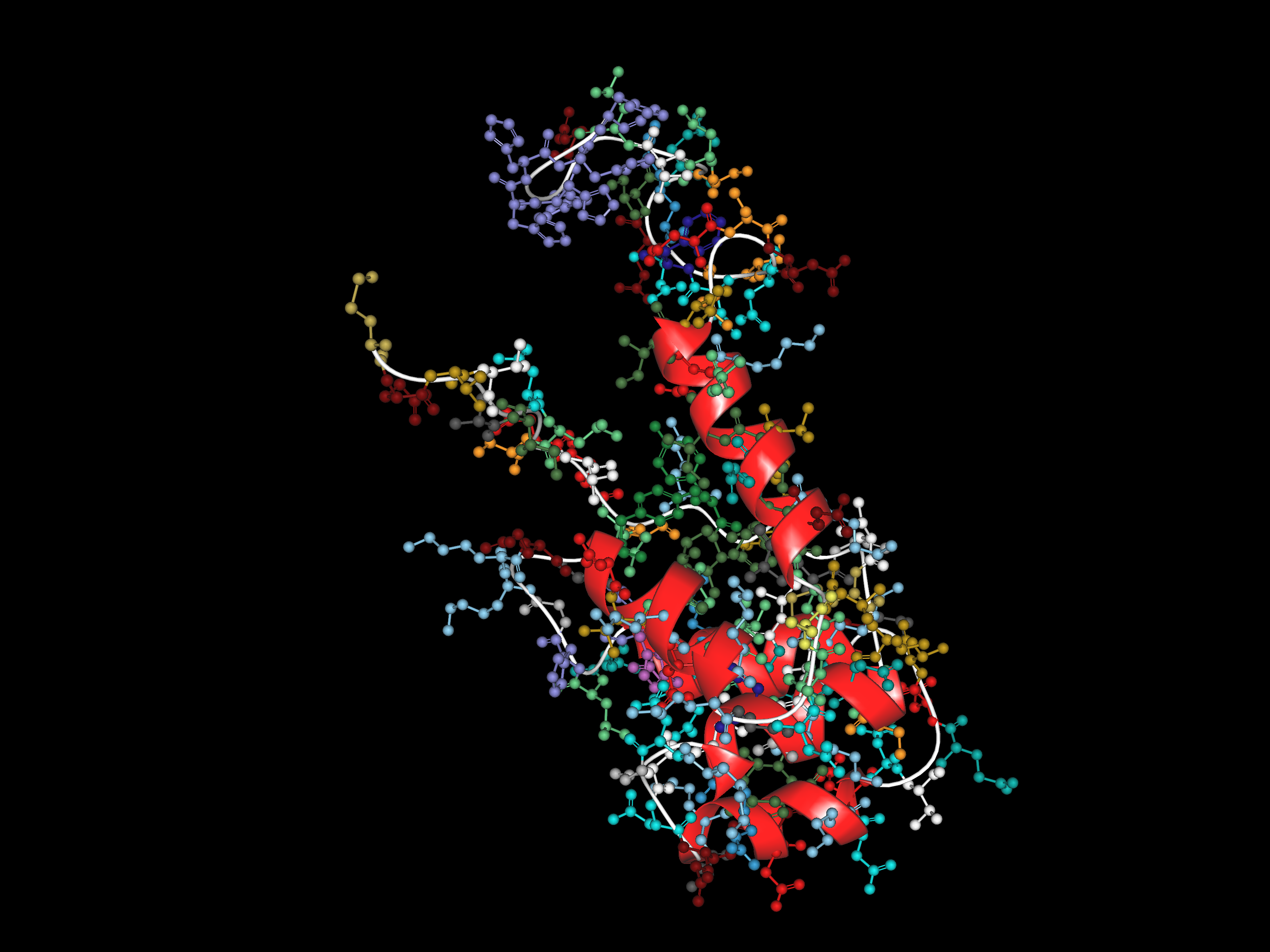
Fas receptor

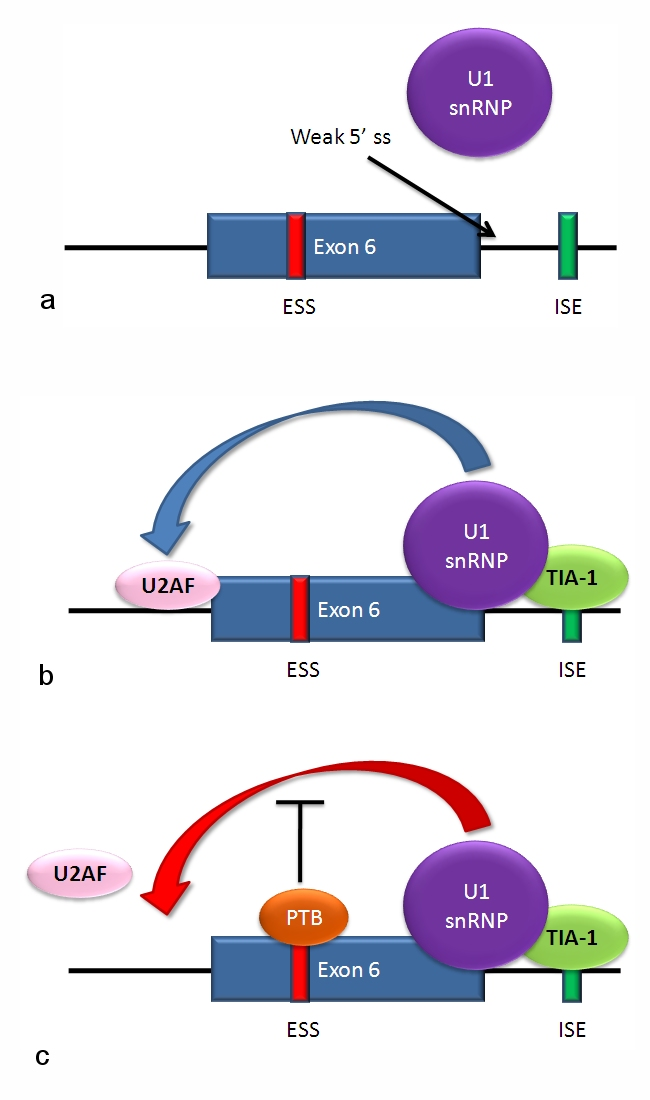
Fas alternative splicing

Fas receptor (CD95, APO-1, TNFRSF6, Fas antigen) je transmembránový protein typu I z rodiny TNF receptorů (TNF - tumor nekrotizující faktor). Je exprimován na povrchu mnoha buněčných typů (zejména buněk thymu, aktivovaných T lymfocytů, hepatocytů a srdce). Lymfomy T a B buněčného původu exprimují Fas konstitutivně ve velkém množství.
V imunitním systému hraje Fas receptor významnou roli. Navázáním ligandu (FasL, CD95L, CD178) spouští buněčnou smrt zvanou apoptóza, proto se mu také říká receptor smrti. Interakci Fas receptor-Fas ligand využívají cytotoxické T lymfocyty a NK buňky k zabíjení nežádoucích buněk. Fas je velmi důležitý pro periferní toleranci. Prostřednictvím Fas proteinů imunitní systém eliminuje již nepotřebné aktivované lymfocyty a autoreaktivní lymfocyty.

## Gen
Gen pro Fas receptor je u člověka lokalizován na dlouhém raménku 10. chromozomu (10q24.1) a skládá se z 9 exonů. Podobné sekvence se vyskytují i u dalších savců. Např. u myši je tento gen lokalizován na 19. chromozomu a u potkana na 1. chromozomu (1q52).  U mnoha lidí (ale i u Drosofily) se do polypyrimidinové oblasti pre-mRNA vážou a tím regulují její sestřih tzv. intracelulární antigen T buněk (TIA-1) a proteiny mu příbuzné (TIAR). Tyto proteiny zajišťují, že exon 6 kódující transmembránový úsek je zachován a vzniká tak protein procházející přes membránu. K vystřižení exonu 6 dochází působením PTB (polypyrimidine tract binding protein) anebo Hu antigenu R (HuR). PTB a HuR jsou regulátory alternativního sestřihu pre-mRNA, jejichž aktivitou vzniká solubilní Fas.

## Protein
Lidský Fas receptor je polypeptid o 319 aminokyselinách, jehož molekulární hmotnost je 48 kDa. Protein patří mezi typ I membránových proteinů. Rozlišujeme tři domény: extracelulární, transmembránovou a intracelulární (cytosolickou). Extracelulární doména je tvořena 157 aminokyselinami, je kódována exony 1 až 5 a dále ji můžeme rozdělovat na 3 domény bohaté na cystein. Transmembránová doména je dlouhá 17 aminokyselin a je kódována exonem 6. Cytosolická doména je tvořena 145 aminokyselinami a je kódována exony 7 až 9. Fas receptor má více sestřihových variant, některé mohou být i v solubilní formě. (Myší Fas receptor má dvě isoformy.)

Fas receptor je syntetizován v endoplazmatickém retikulu a na plazmatickou membránu je transportován Golgiho aparátem. Nádorový supresor p53 dokáže přechodně zvýšit transport Fas z cytosolických zásob na povrch buňky. Zablokováním transportu v Golgiho aparátu zastavíme možnost zvyšovat expresi Fas na membráně a zároveň inhibujeme apoptózu. p53 indukuje interakci Fas-FADD a přechodně tak zvyšuje citlivost buněk k Fas zprostředkované apoptóze. Transport Fas na plazmatickou membránu negativně reguluje fosfatasa asociovaná s Fas (FAP-1).

## Funkce

### Fas a apoptóza
Cytotoxické T lymfocyty a NK buňky využívají Fas receptorů (vedle strategie perforinů a granzymů) k likvidaci cílové buňky. (Umírá tedy buňka, jež má na svém povrchu Fas receptor.)
Apoptóza je jeden z typů programované buněčné smrti. Může být iniciována několika mechanismy, které vždy končí buněčnou smrtí. Tzv. vnější dráhu indukující apoptózu zahajuje vazba Fas ligandu na Fas receptor. Po aktivaci Fas receptoru, resp. vytvořením trimeru, se začne skládat intracelulární komplex zvaný DISC (death-inducing signaling complex). Cytosolická část Fas receptoru obsahuje doménu smrti (FADD), díky níž interaguje s adaptorovým proteinem FADD. FADD rekrutuje pro-kaspasu 8 prostřednictvím homotypické interakce DED (death effector domain).

Pro-kaspáza 8 dimerizuje, štěpením mění svou konformaci, plně se aktivuje a opouští DISC. Aktivovaná kaspáza 8 iniciuje proteolytickou kaspázovou kaskádu vedoucí k apoptóze (štěpí další pro-kaspasy a tím je aktivuje – typ signalizační dráhy I). Kaspasa 8 spouští apoptózu rovněž štěpením proapoptotických molekul BID – typ signalizační dráhy II. Zkrácená forma BID je translokována do vnější membrány mitochondrií, kde probíhají děje končící buněčnou smrtí., Pokusy ukázaly, že kaspasou štěpený BID je nezbytný pro apoptózu iniciovanou Fas v hepatocytech a pankreatických buňkách. Zato v lymfocytech může být zcela postradatelný.,
Do intracelulárního komplexu DISC může být po aktivaci Fas receptoru začleněna i pro-kaspasa 10. (Ne však u myší - nemají gen pro kaspasu 10.) Mechanismy působení kaspasy 10 a kaspasy 8 jsou velmi podobné.
Fas aktivuje transkripční faktor NFκB a indukuje produkci IL-6.
Apoptóza zprostředkovaná Fas receptorem nemusí být spuštěna pouze vazbou Fas ligandu, nýbrž i UV světlem. UV záření indukuje v keratinocytech tvorbu trimerů Fas receptorů stejně jako při interakci s Fas ligandem. Dřívější domněnky, že také γ záření a léčba chemoterapií vyvolává apoptózu prostřednictvím Fas, nebyly potvrzeny. Apoptóza vyvolaná působením γ záření a léků využívá nádorového supresoru p53 a je regulována proteiny z Bcl-2 rodiny.

Overview of signal transduction pathways involved in apoptosis.

### Fas a aktivací indukovaná smrt T lymfocytů (AICD)
Dva na sobě nezávislé mechanismy apoptózy mají za následek smrt zralých T lymfocytů. První typ – programovaná buněčná smrt (PCD) je závislá na kostimulaci. Druhý typ – aktivací indukovaná buněčná smrt (AICD) je regulována Fas proteiny. AICD je jev, kdy T lymfocyty, které byly předtím aktivovány, podléhají apoptóze. AICD nezávisí na kostimulaci a nelze ji zvrátit růstovými ani tzv. „survival“ faktory jako jsou IL-2 a BclXL. In vivo má AICD dva významy: zaprvé snižuje imunitní odpověď eliminací již nepotřebných lymfocytů a zadruhé eliminuje autoreaktivní T buňky, které unikly selekci v thymu, tedy navozuje periferní toleranci. Chronicky aktivované lidské T lymfocyty konstitutivně exprimující velká množství Fas jsou citlivá k Fas zprostředkované apoptóze. Ligace TCR/CD3 komplexu na T buňkách rychle spouští expresi Fas ligandu a neprodleně vede ke smrti buňky. Antagonisté Fas jsou schopní zablokovat AICD jako např. solubilní Fas. Proč Fas transdukuje v klidových T buňkách kostimulační signály, ale apoptotické signály v dříve aktivovaných buňkách je dosud nejasné.

### Fas a imunoprivilegovaná místa a transplantace
V našem těle jsou tzv. imunologicky privilegované tkáně, kde by v případě vzniku zánětu došlo k větším škodám, než při samotné infekci. Těmto destruktivním obranným mechanismům imunitního systému se vyhýbají např. pomocí mechanických bariér, nebo preferencí Th2 odpovědi ad. Jedním z mechanismů imunologicky privilegovaných tkání je konstitutivní exprese Fas ligandu. Jediné tkáně, které Fas ligand konstitutivně exprimují, jsou oko (duhovka, rohovka, sítnice) a testes (Sertoliho buňky).
Je známo, že transplantace imunologicky privilegovaných tkání je mnohem méně odhojována než ostatních tkání.
- Fas & neapoptotická aktivita

U většiny kultivovaných T lymfocytů je Fas receptor konstitutivně exprimován, zatímco T buňky čerstvě izolované z periferní krve rozdělujeme na základě jejich exprese Fas do dvou skupin: naivní, které exprimují Fas málo nebo vůbec, a aktivované, které exprimují relativně vysoké množství Fas. Za normálních podmínek ani jedna skupina konstitutivně neexprimuje Fas ligand. Fas ligand je rychle exprimován až po aktivaci T buněk. Čerstvě izolované T lymfocyty nepodléhají buněčné smrti zprostředkované Fas. Naopak v suboptimálních podmínkách vede ligace Fas receptoru k zvýšení proliferace a exprese IL-2 a jeho receptoru.
,,

## Zvířecí model
Byly popsány myši se spontánní mutací Fas receptoru (lpr/lpr) a Fas ligandu (gld/gld), které vytvářejí lymfadenopatii a autoimunitní onemocnění podobné SLE (systémový lupus erythematosus). Mutace genu lpr (lymphoproliferation) patří mezi tzv. „loss-of-function“ mutace. Myši nesoucí tuto mutaci vytváří lymfadenopatii a splenomegalii, produkují autoprotilátky a trpí autoimunitními onemocněními jako je nefritida a artritida. Pacienti s autoimunitním lymfoproliferativním syndromem (ALPS) vykazují podobný fenotyp jako lpr/lpr myši a nesou mutaci Fas genu.

## Interakce
Fas receptor interaguje s:
- Caspase 8,[28][29][30]
- Caspase 10,[31]
- CFLAR,[29][30]
- FADD,[28][29][32][33][34][35]
- Fas ligand,[28][36][37][38]
- PDCD6,[39] and
- Small ubiquitin-related modifier 1.[40][41]